# Abuso político da psiquiatria na União Soviética

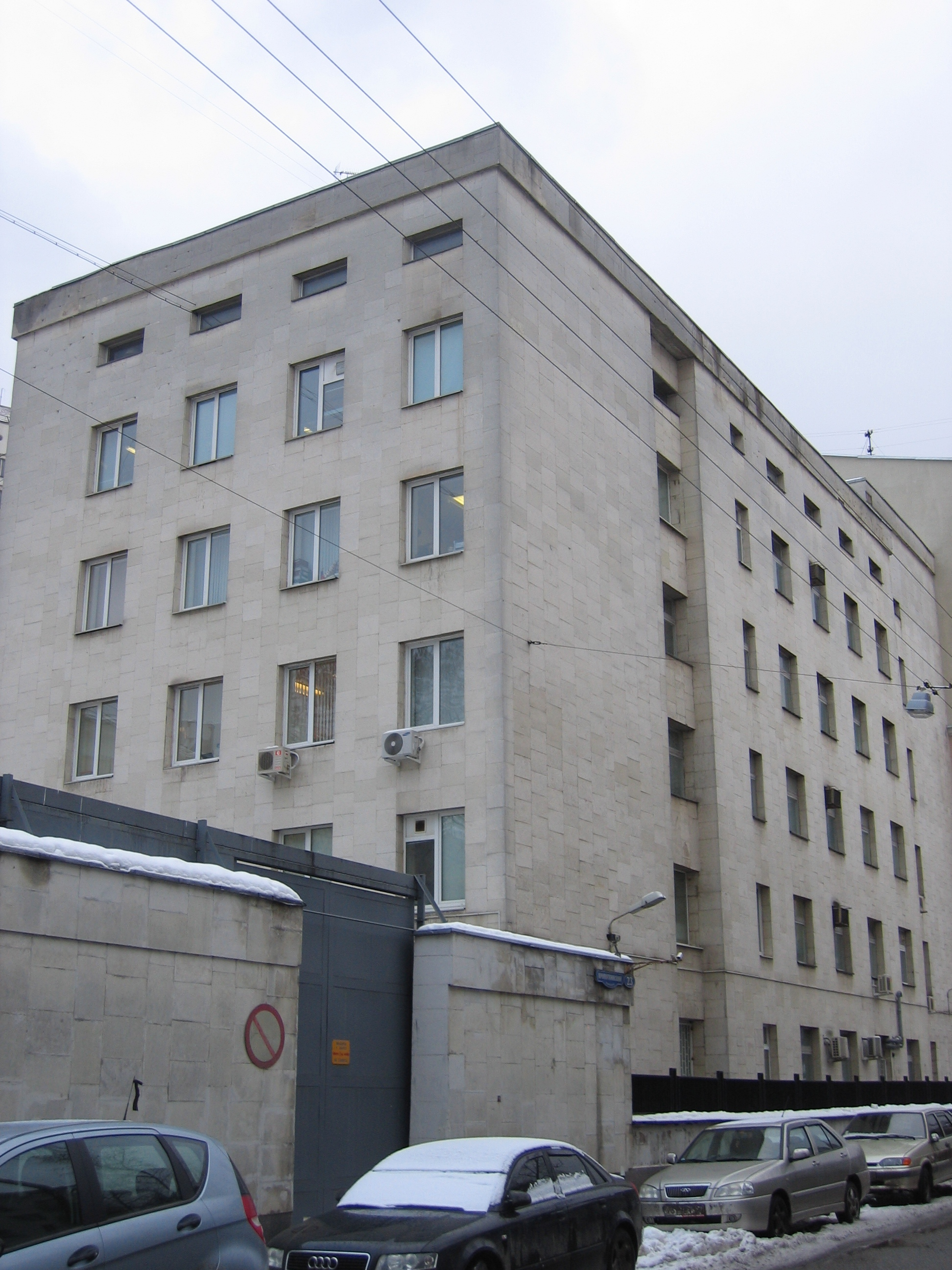
Instituto Central de Investigação de Psiquiatria Forense Serbsky, também denominado Instituto Serbsky (uma parte do seu prédio em Moscow)

Na União Soviética, ocorreu um abuso político sistemático da psiquiatria e se baseava na interpretação de que a dissidência política se tratava de um problema psiquiátrico. Era chamado de "mecanismos psicopatológicos" da dissidência.
Durante a liderança do secretário-geral Leonid Brezhnev, a psiquiatria foi usada como uma ferramenta para eliminar adversários políticos ("dissidentes")  que expressavam abertamente crenças contrárias ao dogma oficial.O termo "intoxicação filosófica" foi muito utilizado para diagnosticar transtornos mentais em casos onde pessoas discordavam da ideologia vigente ou faziam críticas ao governo. O artigo 58-10 do Código Penal de Stalin — cujo artigo 70 fora movido para o Código Penal da RSFSR de 1962 — e o artigo 190-1 do Código Penal da RSFSR, junto com o sistema de diagnóstico de doença mental desenvolvido pelo acadêmico Andrei Snezhnevsky, criaram as condições necessárias sob as quais crenças fora da normalidade poderiam ser facilmente transformadas em processos criminais, e isto, por sua vez, em diagnósticos psiquiátricos. Dentro dos limites da categoria diagnóstica, os sintomas de pessimismo, má adaptação social e conflito com as autoridades foram, por si só, suficientes para um diagnóstico formal de "esquizofrenia progressiva".
A fé religiosa de presidiários, incluindo ex-ateus bem-educados que adotaram uma religião, foi considerada uma forma de doença mental e que precisava ser curada.Documentos altamente classificados, publicados após a dissolução da União Soviética, demonstram formalmente que as autoridades usaram a psiquiatria como uma ferramenta para reprimir a dissidência.
Mesmo após a caída da União Soviética, o abuso da psiquiatria na Rússia ainda continua e ameaça ativistas dos direitos humanos com diagnósticos psiquiátricos.